# テンピ・ストリートカー
テンピ・ストリートカー（英語: Tempe Streetcar）は、アメリカ合衆国アリゾナ州のマリコパ郡の都市テンピで運行する路面電車（ストリートカー）。2022年に開業した。フェニックスのバレーメトロレールと接続している。他の公共交通機関と同様にバレーメトロによって運営されている。

## 概要
発展が進むダウンタウン地域の自動車の混雑が課題であったテンピ市内に、効率性に長けた路面電車を建設する計画は2010年代から始まり、騒音や振動など沿線環境への影響の評価に基づいた調査を経て、2017年にアメリカ連邦交通局や資本投資助成金（Capital Investment Grants、CIG）を介した資金調達を受け、翌2018年秋から本格的な建設が開始された。その後、新型コロナウイルス感染症（COVID-19）の影響もあり計画に遅延が生じたものの、2022年5月20日から営業運転が開始された。
2023年現在、テンピ・ストリートカーはテンピ市内に約4.83 km（3 miles）、14の電停を有する路線網を有している。そのうち2箇所の電停でバレーメトロレールと接続する。路線の大半は架空電車線方式による電化が行われているが、ミル・アベニュー（Mill avenue）を経由する区間は架線が設置されていない（架線レス区間）。運賃は開通後1年間は無料であったが、それ以降は1ドルが徴収される。ただし一部の年齢層や障害者などには割引運賃（0.5ドル）が適用される他、5歳以下は保護者同伴を条件に無料となっている。

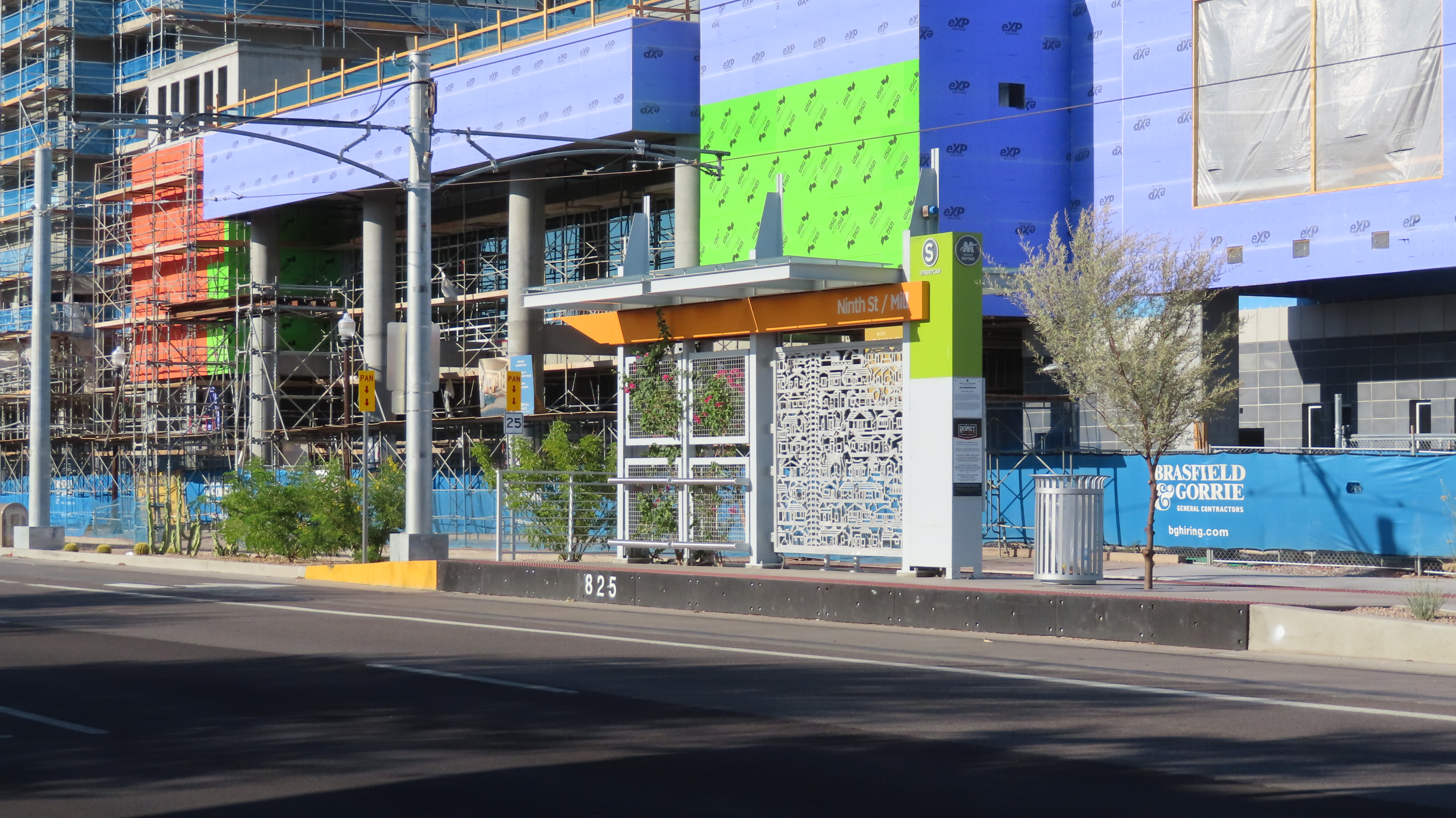
9番通り/ミル・アベニュー電停（9th St/Mill Ave）（2022年撮影）
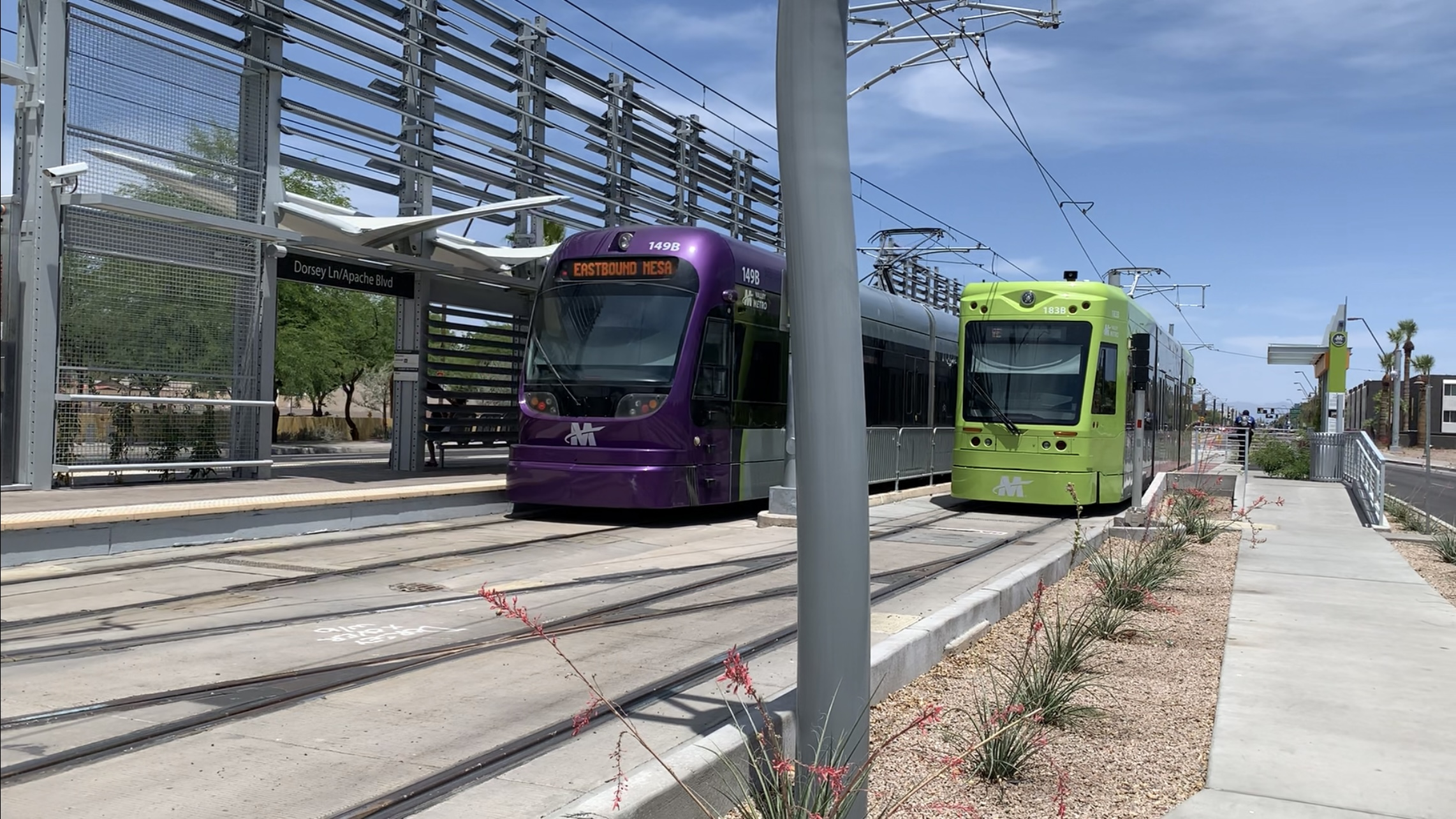
バレーメトロレール（左）と接続するドーシー/アパッチ・ブールバード電停（Dorsey/Apache Blvd）（2022年撮影）

## 電停一覧
| テンピ・ストリートカー 電停一覧  | テンピ・ストリートカー 電停一覧 | テンピ・ストリートカー 電停一覧 | テンピ・ストリートカー 電停一覧 | テンピ・ストリートカー 電停一覧 |
| 電停名                           | 停車系統(進行方向)              | 停車系統(進行方向)              | 接続交通機関                    | 備考・参考                      |
| 電停名                           | ↓                               | ↑                               | 接続交通機関                    | 備考・参考                      |
| -------------------------------- | ------------------------------- | ------------------------------- | ------------------------------- | ------------------------------- |
| Dorsey/Apache Blvd               | ○                               | ○                               | バレーメトロレール              | パークアンドライド施設を整備    |
| Rural/Apache Blvd                | ○                               | ○                               |                                 |                                 |
| Paseo Del Saber/Apache Blvd      | ○                               | ○                               |                                 |                                 |
| College Ave/Apache Blvd          | ○                               | ○                               |                                 |                                 |
| 11th St/Mill Ave                 | ○                               | ○                               |                                 |                                 |
| 9th St/Mill Ave                  | ○                               | ○                               |                                 |                                 |
| 6th St/Mill Ave                  | ○                               |                                 |                                 |                                 |
| 3rd St/Mill Ave                  | ○                               |                                 | バレーメトロレール              |                                 |
| University Dr/Ash Ave            |                                 | ○                               |                                 |                                 |
| 5th St/Ash Ave                   |                                 | ○                               |                                 |                                 |
| 3rd St/Ash Ave                   |                                 | ○                               |                                 |                                 |
| Tempe Beach Park/Rio Salado Pkwy |                                 | ○                               |                                 |                                 |
| Hayden Ferry/Rio Salado Pkwy     | ○                               | ○                               |                                 |                                 |
| Marina Heights/Rio Salado Pkwy   | ○                               | ○                               |                                 |                                 |

## 車両

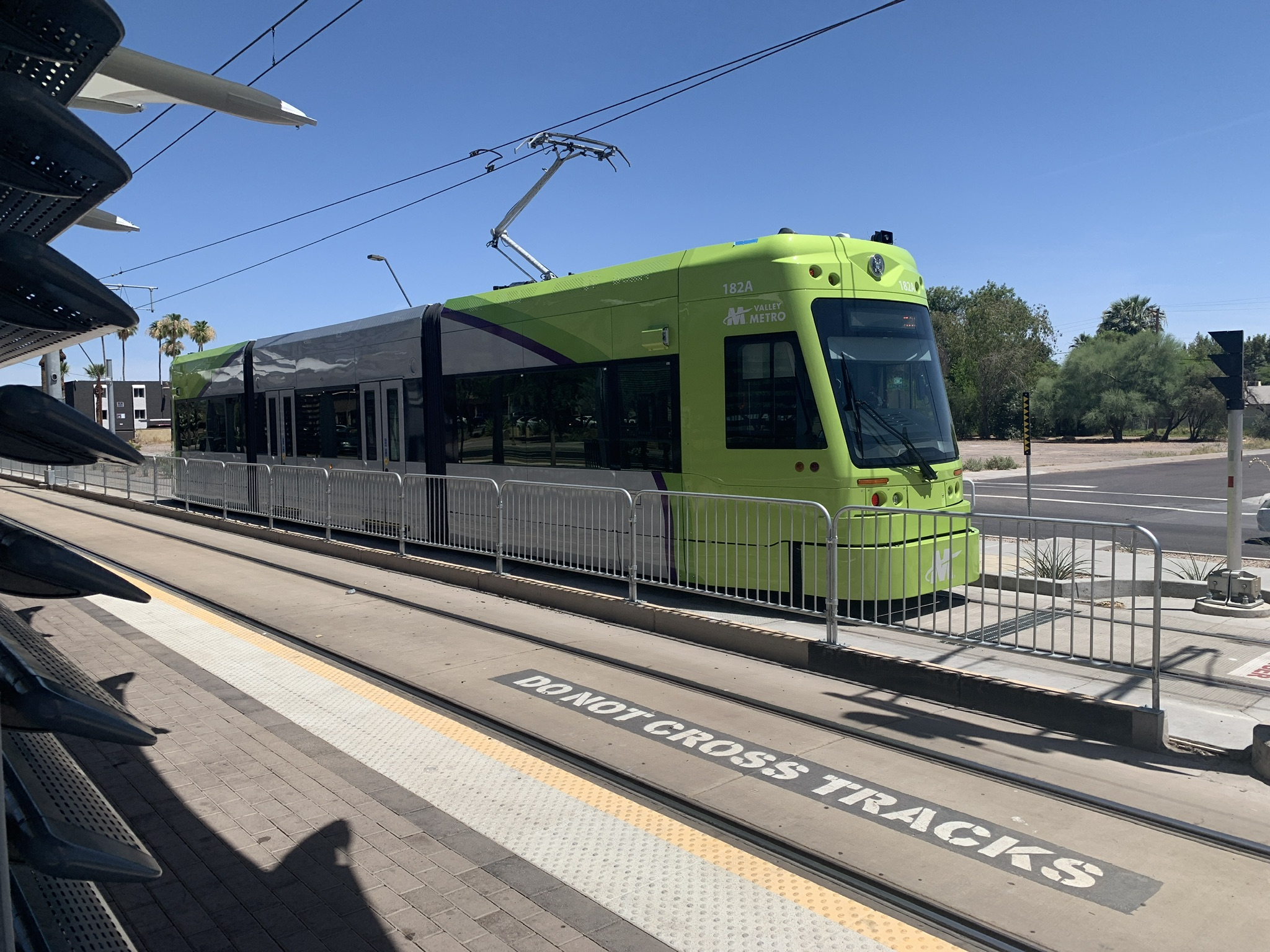
リバティNXT（2022年撮影）

テンピ・ストリートカーで使用されているのは、アメリカの鉄道車両メーカーであるブルックビル・エクイップメント・コーポレーションが展開する路面電車車両の「リバティ」（Liberty Streetcar）である。これらの車両は「リバティ」ブランドのうち、車体デザインを変更した「リバティNXT（Liberty NXT Streetcar）」初の納入事例であり、車内全体の70 %以上が低床構造となっている両運転台式の3車体連接車である。路線の一部に非電化区間（架線レス区間）が存在する事から、リチウムイオン充電池を用いた電気エネルギーの貯蔵システム（onboard energy storage system、OESS）に対応しており、架線区間で充電池への充電が可能となっている。定員数は最大125人（着席40人）で、2023年現在は6両が在籍している。これらの車両の整備は、同じ軌間や電圧を有するバレーメトロレールの車両基地で行われている。